# Homoneura tethis
Homoneura tethis är en tvåvingeart som först beskrevs av Speiser 1910.  Homoneura tethis ingår i släktet Homoneura och familjen lövflugor.
Artens utbredningsområde är Tanzania. Inga underarter finns listade i Catalogue of Life.